# Мік Прайс
Мі́к Пра́йс (англ. Mick Price, нар.2 червня 1966 ) — англійський колишній професіональний гравець в снукер. Прайс найбільш відомий як суперник Ронні О'Саллівана на чемпіонаті світу 1997 року, коли О'Салліван зробив найшвидший максимальний брейк за всю історію гри. Той матч Мік в підсумку програв з рахунком 6-10. < Також Прайс грав у фінальних стадіях чемпіонатів світу 1992 та 1996 років, причому в 1992-му він в 1/16 обіграв Денніса Тейлора 10-6.  Найвищого рейтингу Мік Прайс досяг в сезоні 1995/96 років, коли посів 21-й рядок в рейтингу.
Після відходу з професійного снукеру Прайс став працівником зв'язку в коледжі Arthur Rank Training Colledge в місті Кенілворт.